# America, America
America, America (Pandemonium) è un film del 1982 diretto da Alfred Sole. Si tratta di una commedia horror, parodia degli slasher movie.

## Trama
Nella città immaginaria di It Had To Be, nell'Indiana, il terzino Blue Grange segna il touchdown vincente per la It Had To Be University nella partita di football americano del campionato nazionale del 1963. Successivamente, una cheerleader svampita di nome Bambi viene vista a adocchiare l'armadietto di Grange prima che i festeggiamenti sul campo si riversino negli spogliatoi. Mentre un gruppo di cheerleader sta ripulendo il campo dopo la partita, tutte e cinque vengono infilzate con un giavellotto lanciato da un aggressore sconosciuto. Il bizzarro omicidio fa notizia, così come un successivo omicidio causato da pompon esplosivi. Di conseguenza, il campo estivo delle cheerleader del college viene chiuso. Nel 1982 il campo riapre con Bambi come istruttrice. Dopo essere arrivata al campus, incontra Pepe, l'uomo della manutenzione, e sua madre Salt. Entrambi la avvertono di non riaprire il campo poiché credono che su di esso aleggi una maledizione mortale, ma Bambi è imperterrita.
In una stazione degli autobus, una giovane donna di nome Candy si prepara a partire per il campo di istruzione per le cheerleader ma sua madre, fanatica religiosa, cerca di dissuaderla. Mentre litigano, lampi rossi di luce si irradiano improvvisamente dagli occhi di Candy e fanno levitare sua madre nell'aria. Mentre resta sospesa, Candy le dice che vuole essere normale e si allontana per prendere l'autobus. In un'altra parte della città, un cheerleader maschio di nome Glenn Dandy saluta la sua famiglia eccentrica prima di partire per il campo. Successivamente, Mandy viene presentata da suo padre in un'intervista in stile concorso di bellezza, rivelando la sua ossessione per l'igiene dentale. Sandy chiede indicazioni per il campo a un camion di cibo e decide di fare l'autostop, ma insiste per ottenere riferimenti da ogni autista che incontra, finendo per accettare un passaggio con Ronald Reagan, allora presidente degli Stati Uniti. Andy e Randy, due cheerleader lascive, vengono mostrate mentre fumano marijuana durante il loro spostamento verso il campo. Le cheerleader si riuniscono al campo e vengono accolte da Bambi.
Nel frattempo, il sergente Reginald Cooper fa una telefonata al direttore June per esprimere le sue preoccupazioni sul nuovo campo di cheerleader. Viene anche a sapere di un detenuto evaso di nome Jarrett che ha ucciso tutta la sua famiglia con un trapano a mano e li ha trasformati in scaffali per libri. Cooper lascia quindi la stazione alle cure del suo irascibile assistente Johnson per visitare l'Indiana State Asylum, dove chiede di un altro fuggiasco di nome Fletcher, con il quale Jarrett finisce per fare l'autostop al college. Le cheerleader iniziano ad allenarsi, ignare di essere perseguitate da una figura misteriosa nel campus. Cooper poi arriva per incontrare le cheerleader e si innamora rapidamente di Candy, cantando un duetto con lei. Ispirata, Glenn si veste in smoking e cerca di corteggiare Mandy, ma non riesce a conquistarla durante un'esercitazione di routine e si ferisce alla caviglia. Bambi interrompe l'allenamento per la giornata, ma mentre gli altri escono a mangiare, Glenn rimane in palestra per continuare ad allenarsi e viene ucciso quando la misteriosa figura monta il trampolino con la dinamite. Mentre si sta riprendendo nella sua stanza del dormitorio, Mandy si sta lavando i denti con abbondanti quantità di dentifricio quando l'uomo misterioso irrompe nel suo armadietto dei medicinali e la uccide con un trapano a mano.
Di ritorno alla stazione di polizia, Cooper riceve una telefonata dal guardiano June che gli dice che Jarrett è stato avvistato in un cimitero e museo chiamato Lover's Lane. Lui e Johnson partono per indagare e trovano l'auto distrutta che Fletcher stava guidando, e incontrano Fuller, il dottore del manicomio, che sta cercando Fletcher. Allertati da un urlo all'interno del museo, Cooper e Johnson interrompono Jarrett prima che possa uccidere Fletcher. Sono scioccati nello scoprire che Jarrett e il dottor Fuller stanno lavorando insieme in un piano per creare e vendere mobili realizzati con i corpi delle loro vittime, ma entrambi negano di aver fatto del male alle cheerleader. Improvvisamente, Fletcher si alza e infila un coltello da macellaio nel braccio meccanico di Jarrett, fulminando tutti e tre gli uomini. Tuttavia, le uccisioni nel campus continuano. Bambi si sta godendo un bagno di latte e biscotti quando l'assassino riappare e la annega. Dopo una partita di strip poker, Randy, Andy e Sandy vengono uccisi in rapida successione e Candy, in preda al panico, scopre tutti i corpi prima di essere perseguitata dallo stesso assassino. Fugge negli spogliatoi dove costui si rivela come Blue Grange, che segretamente voleva essere una cheerleader invece che una star del football americano e ha iniziato a uccidere le cheerleader per angoscia. Candy scappa sul campo di calcio e usa i suoi raggi per correre giù da Grange con una gigantesca statua di se stesso, uccidendolo. Cooper arriva per portare Candy sul suo cavallo di nome Bob e cavalcano felicemente insieme fuori dal campus.

## Produzione
Il titolo di lavorazione del film era Thursday the 12th (Giovedì 12). Fu il penultimo film interpretato da Eve Arden e l'ultimo film di successo diretto da Alfred Sole.

## Distribuzione
La prima proiezione del film avvenne il 2 aprile 1982. In Spagna ebbe il titolo Desmadre en las aulas e in Germania Freitag der 713.

## Home Video
Pubblicato in videocassetta dalla MGM/UA Home Video nel 1983, non risulta sia stato editato in DVD. Nel 2020 il film è stato pubblicato in Blu Ray dalla Vinegar Syndrome per il mercato statunitense.